# Liste der Biografien/Di
Liste der Biografien |
Portal Biografien |
Personensuche
# |
A |
B |
C |
D |
E |
F |
G |
H |
I |
J |
K |
L |
M |
N |
O |
P |
Q |
R |
S |
T |
U |
V |
W |
X |
Y |
Z |
?
 
Da |
Db |
Dc |
Dd |
De |
Dg |
Dh |
Di |
Dj |
Dk |
Dl |
Dm |
Dn |
Do |
Dq |
Dr |
Ds |
Du |
Dv |
Dw |
Dy |
Dz
 
Dia |
Dib |
Dic |
Did |
Die |
Dif |
Dig |
Dih |
Dij |
Dik |
Dil |
Dim |
Din |
Dio |
Dip |
Diq |
Dir |
Dis |
Dit |
Diu |
Div |
Diw |
Dix |
Diy |
Diz
Die Liste der Biografien führt alle Personen auf, die in der deutschsprachigen Wikipedia einen Artikel haben. Dieses ist eine Teilliste mit 280 Einträgen von Personen, deren Namen mit den Buchstaben „Di“ beginnt.

## Di

### Di A
- Di Angelo, Matt (* 1987), britischer Schauspieler

### Di B
- Di Bari, Nicola (* 1940), italienischer Sänger und Schauspieler
- Di Bart, Tony (* 1964), englischer Popsänger italienischer Abstammung
- Di Bartolomei, Agostino (1955–1994), italienischer Fußballspieler
- Di Bartolomeo, Mars (* 1952), luxemburgischer Politiker (LSAP), Mitglied der Chambre
- Di Battista, Stefano (* 1969), italienischer Jazz-Saxophonist (Alt und Sopran)
- Di Beaco, Bianca (1934–2018), italienische Alpinistin
- Di Bella, Carmelo (1921–1992), italienischer Fußballspieler und -trainer
- Di Bella, Luigi (1912–2003), italienischer Arzt und Physiologe
- Di Bella, Paul (* 1977), australischer Leichtathlet
- Di Bello, Marco (* 1981), italienischer Fußballschiedsrichter
- Di Benedettis, Giovanni (* 1938), italienischer Schauspieler
- Di Benedetto, Desiree (* 2000), italienische Schachspielerin
- Di Benedetto, Giacomo (* 1966), italienischer Jazz- und Popsänger
- Di Benedetto, Vincenzo (1934–2013), italienischer Klassischer Philologe
- Di Biagio, Luigi (* 1971), italienischer Fußballspieler und -trainer
- Di Blasi, Luca (* 1967), deutsch-italienischer Philosoph
- Di Bonaventura, Daniele (* 1966), italienischer Jazzmusiker (Bandoneon, Komposition)
- Di Bonaventura, Lorenzo (* 1957), US-amerikanischer Filmproduzent
- Di Bonino, Giovanni, italienischer Maler, Mosaikkünstler und Glasmaler
- Di Buò, Ilario (* 1965), italienischer Bogenschütze

### Di C
- Di Camillo, Chiara (* 2004), albanische Skirennläuferin
- Di Campello, Pompeo (1803–1884), italienischer Dichter und Politiker
- Di Canio, Paolo (* 1968), italienischer Fußballspieler und heutiger -trainerPaolo Di Canio (* 1968)

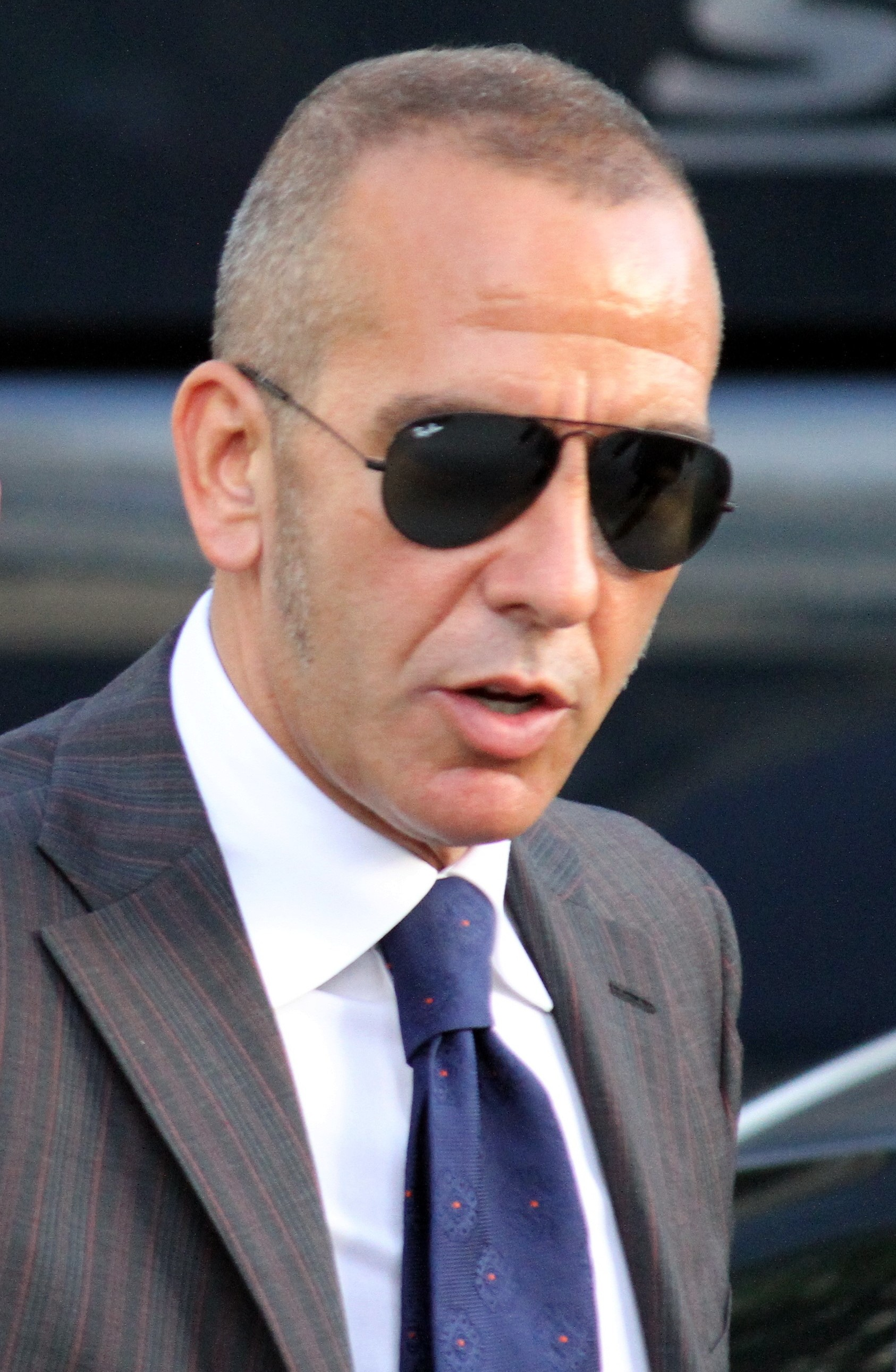
Paolo Di Canio (* 1968)

- Di Capri, Peppino (* 1939), italienischer Sänger
- Di Capua, Eduardo (1865–1917), italienischer Komponist
- Di Capua, Giuseppe (* 1958), italienischer Ruderer
- Di Carlo, Carlo (1938–2016), italienischer Dokumentarfilmer
- Di Carlo, Domenico (* 1964), italienischer Fußballspieler und -trainer
- Di Carlo, Horst (* 1934), deutscher Fußballschiedsrichter
- Di Càsola, Fabio (* 1967), Schweizer Klarinettist
- Di Castri, Furio (* 1955), italienischer Jazz-Bassist
- Di Catalano, Micaela, deutsche Opernsängerin (Sopran)
- Di Cecco, Alberico (* 1974), italienischer Marathonläufer
- Di Centa, Giorgio (* 1972), italienischer Skilangläufer
- Di Centa, Manuela (* 1963), italienische Skilangläuferin und Politiker, Mitglied der Camera dei deputati
- Di Centa, Martina (* 2000), italienische Skilangläuferin
- Di Cerbo, Valentino (* 1943), italienischer Geistlicher, emeritierter römisch-katholischer Bischof von Alife-Caiazzo
- Di Cesare, Donatella (* 1956), italienische PhilosophinDonatella Di Cesare (* 1956)

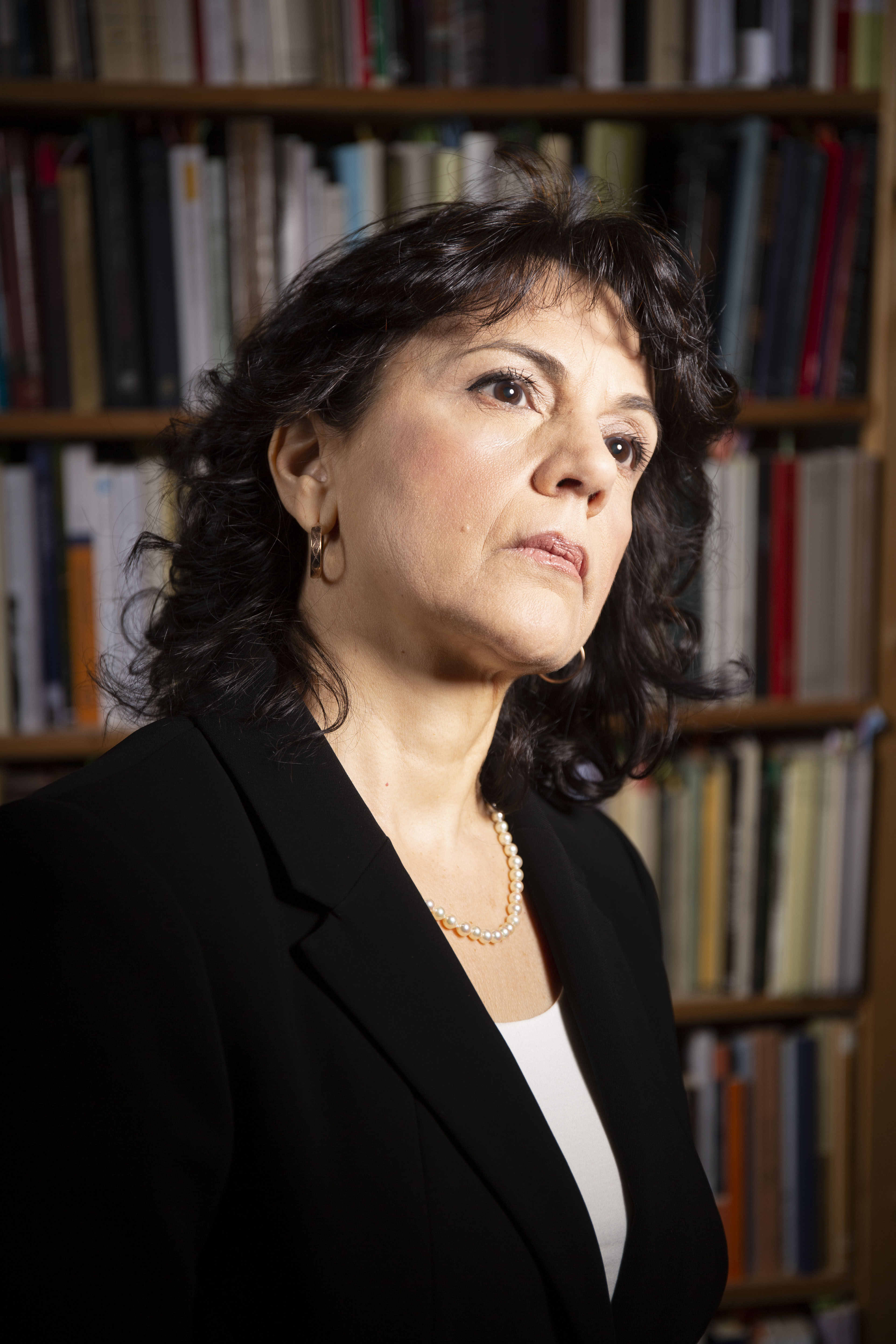
Donatella Di Cesare (* 1956)

- Di Cesare, Marco (* 2002), argentinischer Fußballspieler
- Di Chiara, Alberto (* 1964), italienischer Fußballspieler
- Di Chiara, Stanislao (1891–1973), italienischer Turner
- Di Chirico, Giacomo (1844–1883), italienischer Maler
- Di Ciaula, Tommaso (1941–2021), italienischer Schriftsteller und Journalist
- Di Cicco, Dennis (* 1950), US-amerikanischer Astronom
- Di Cicco, Minotto (1898–1979), uruguayischer Bandoneonist und Bandleader
- Di Clemente, Valeria (* 1975), italienische Altgermanistin
- Di Cola, Emanuele, italienischer Kameramann und Filmregisseur
- Di Corcia, Ciro (* 1976), italienischer Boxer
- Di Corrado, Andrea (* 1988), italienischer Radrennfahrer
- Di Costanzo, Marco (* 1992), italienischer Ruderer
- Di Criscio, Federica (* 1993), italienische Fußballspielerin
- Di Cristina, Salvatore (* 1937), italienischer Geistlicher, emeritierter Erzbischof von Monreale

### Di D
- Di Dio, Salvatore (* 1972), deutscher Langstreckenläufer
- Di Domenico, Giovanni (* 1977), italienischer Improvisationsmusiker
- Di Donato, Jacques (* 1942), französischer Klarinettist, Saxophonist und Schlagzeuger
- Di Donato, Pietro (1911–1992), italo-amerikanischer Schriftsteller
- Di Donna, Antonio (* 1952), italienischer Geistlicher, römisch-katholischer Bischof von Acerra
- Di Donna, Giuseppe (1901–1952), italienischer Ordensgeistlicher, Bischof von Andria
- Di Donna, Roberto (* 1968), italienischer Sportschütze

### Di E
- Di Eusanio, Elisa (* 1980), italienische Schauspielerin

### Di F
- Di Fabio, Udo (* 1954), deutscher Jurist, Richter des BundesverfassungsgerichtsUdo Di Fabio (* 1954)

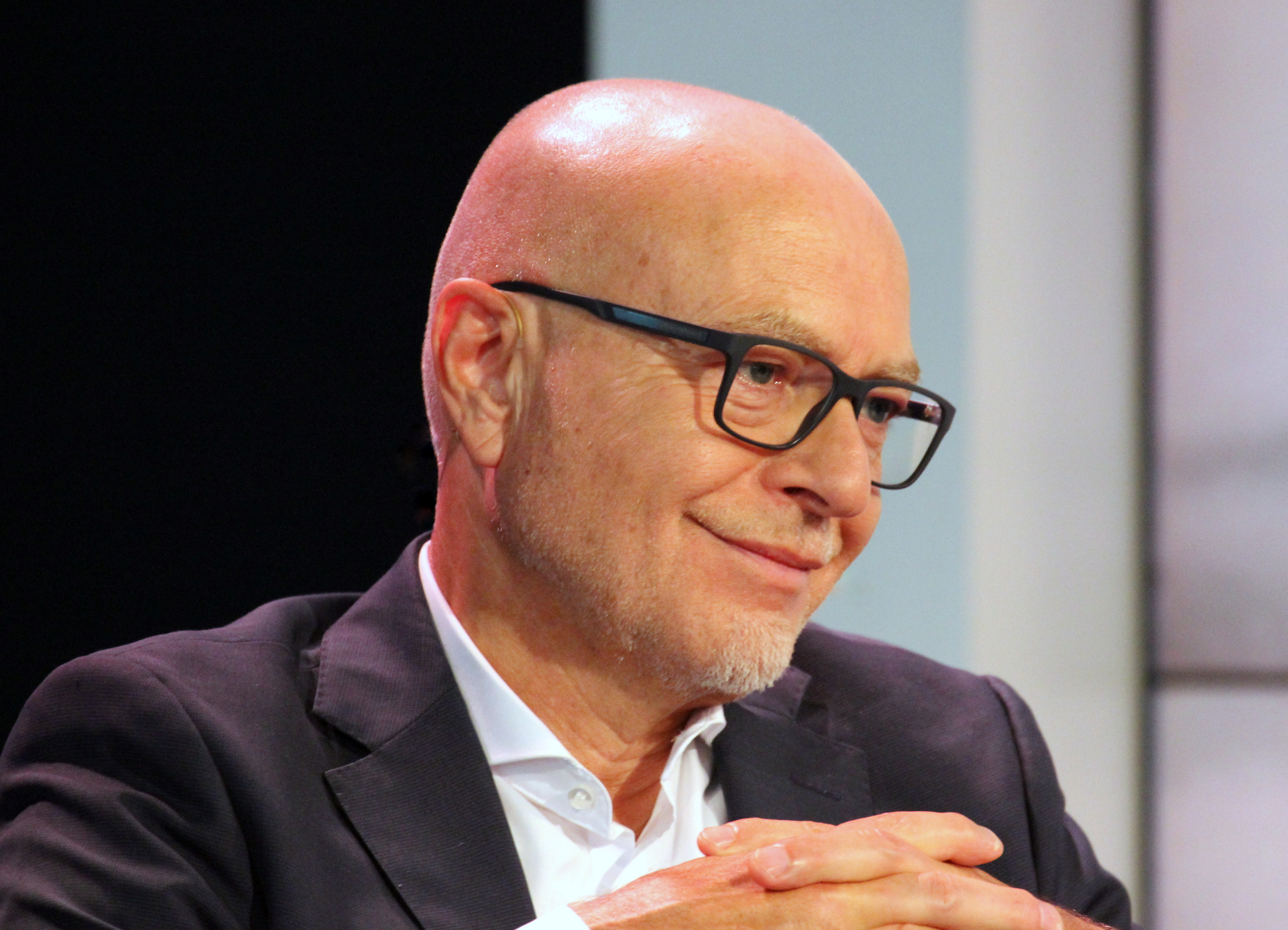
Udo Di Fabio (* 1954)

- Di Falco Leandri, Jean-Michel (* 1941), französischer Geistlicher und emeritierter römisch-katholischer Bischof von Gap
- Di Falco, Giuseppe (* 1930), italienischer Geistlicher, emeritierter Bischof von Sulmona-Valva
- Di Fausto, Florestano (1890–1965), italienischer Architekt
- Di Filippo, Paul (* 1954), US-amerikanischer Science-Fiction-Autor
- Di Filippo, Sara (* 1982), italienische Fußballspielerin und -trainerin
- Di Florio, Lorena (* 1970), argentinische Pianistin
- Di Folco, Marcella (1943–2010), italienische LGBT-Rechtsaktivistin, Schauspielerin und Politikerin
- Di Fonzo Bo, Marcial (* 1968), französisch-argentinischer Schauspieler und Bühnenregisseur
- Di Fonzo, Caterina (* 1998), italienische Ruderin
- Di Fonzo, Monica (* 1977), Schweizer Fußballspielerin und -trainerin
- Di Francescantonio, Nicola (* 1951), italienischer Filmregisseur
- Di Francesco, Eusebio (* 1969), italienischer Fußballspieler und -trainerEusebio Di Francesco (* 1969)

Eusebio Di Francesco (* 1969)

- Di Francia, Annibale Maria (1851–1927), italienischer Ordensgründer und Heiliger
- Di Francisca, Elisa (* 1982), italienische Florettfechterin und Olympiasiegerin
- Di Fresco, Grazia (* 1979), deutsch-italienische Sängerin
- Di Frisco, Francesco (* 1987), italienisch-deutscher Fußballspieler
- Di Fulvio, Francesco (* 1993), italienischer Wasserballspieler
- Di Fulvio, Luca (1957–2023), italienischer SchriftstellerLuca Di Fulvio (1957–2023)

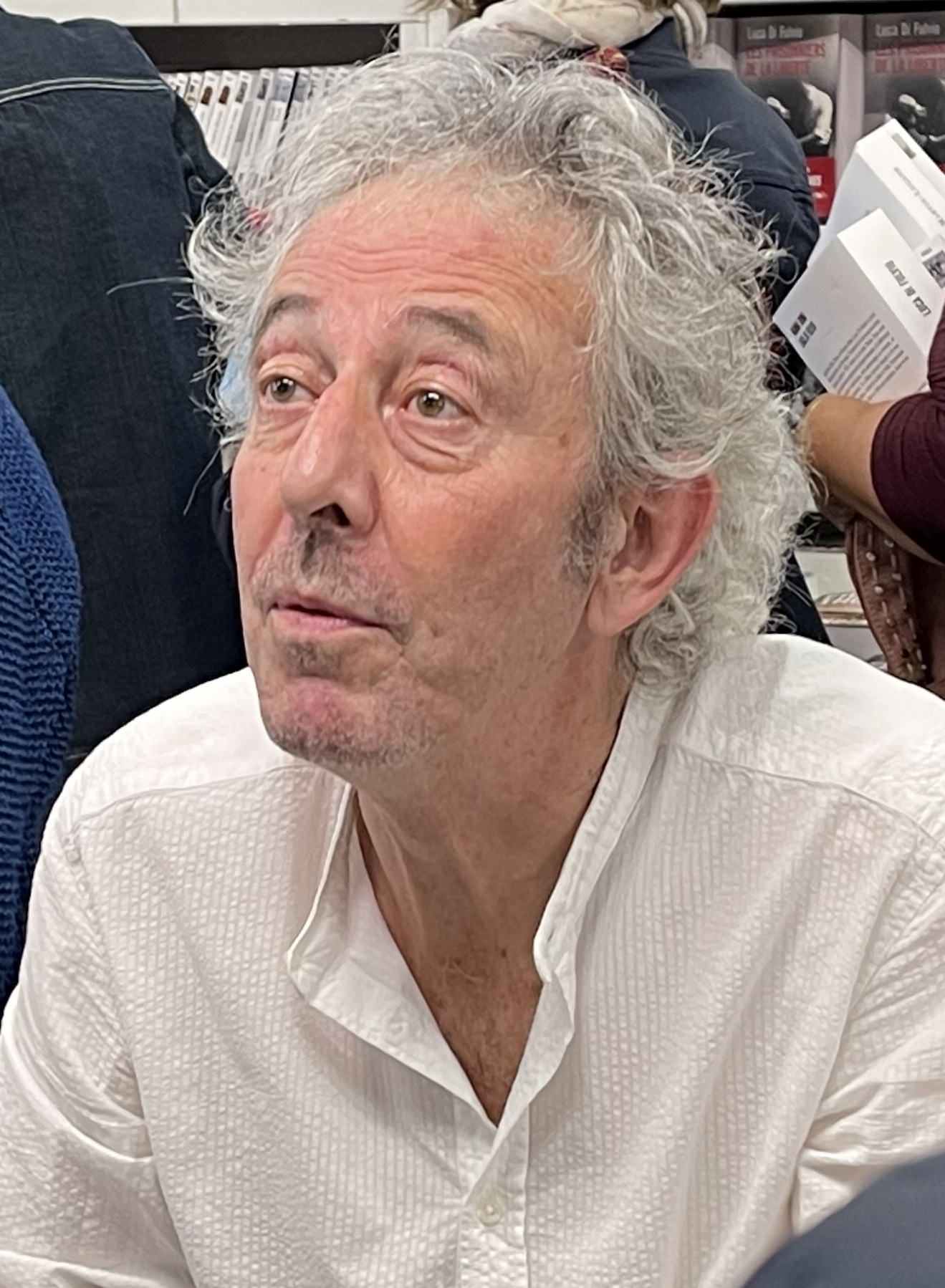
Luca Di Fulvio (1957–2023)

- Di Fusco, Raffaele (* 1961), italienischer Fußballtorwart

### Di G
- Di Gaudio, Antonio (* 1989), italienischer Fußballspieler
- Di Gennaro, Antonio (* 1958), italienischer Fußballspieler
- Di Gennaro, Davide (* 1988), italienischer Fußballspieler
- Di Giacomo, Giuseppe (* 1945), italienischer Philosoph und Schriftsteller
- Di Giacomo, Salvatore (1860–1934), italienischer Dichter, Dramatiker und Essayist
- Di Giammatteo, Fernaldo (1922–2005), italienischer Filmkritiker, -historiker und Dokumentarfilmer
- Di Gianni, Enzo (1908–1975), italienischer Dichter, Liedautor, Drehbuchautor und Filmregisseur
- Di Gianni, Luigi (1926–2019), italienischer Dokumentarfilmer
- Di Giantommaso, Romain (* 1994), französischer Volleyball- und Beachvolleyballspieler
- Di Gioia, Roberto (* 1965), italienisch-deutscher Jazz-Pianist
- Di Giorgio, Alex (* 1990), italienischer Freistilschwimmer
- Di Giorgio, Antonino (1867–1932), italienischer General und Politiker
- Di Giorgio, Steve (* 1967), US-amerikanischer Bassist
- Di Giovanbattista, Raniero (* 1932), italienischer Filmschaffender und Pornoregisseur
- Di Giovanni, Francesca (* 1953), italienische Juristin und Kurienbeamtin des Heiligen Stuhls
- Di Giovanni, Severino (1901–1931), italienischer Anarchist
- Di Girolami, Tilwith (* 2003), belgische Tennisspielerin
- Di Girolamo, Mariana (* 1990), chilenische Schauspielerin
- Di Girolamo, Nicola (* 1960), italienischer Politiker
- Di Giulio, Ed (1927–2004), US-amerikanischer Unternehmer
- Di Giuseppe, Martina (* 1991), italienische Tennisspielerin
- Di Giuseppe, Phillip (* 1993), kanadischer Eishockeyspieler
- Di Giusto, Gerardo (* 1961), argentinischer Pianist und Komponist
- Di Giusto, Matteo (* 2000), Schweizer Fussballspieler
- Di Giusto, Stéphanie, französische Fotografin und Filmregisseurin
- Di Grande, Giuseppe (* 1973), italienischer Radrennfahrer
- Di Grecco, Gabriella (* 1989), brasilianische Schauspielerin und Sängerin
- Di Gregorio, Baldo (* 1984), deutsch-italienischer Fußballspieler
- Di Gregorio, Emanuele (* 1980), italienischer Leichtathlet
- di Gregorio, Javier (* 1977), chilenischer Fußballspieler
- Di Gregorio, Michele (* 1997), italienischer FußballspielerMichele Di Gregorio (* 1997)

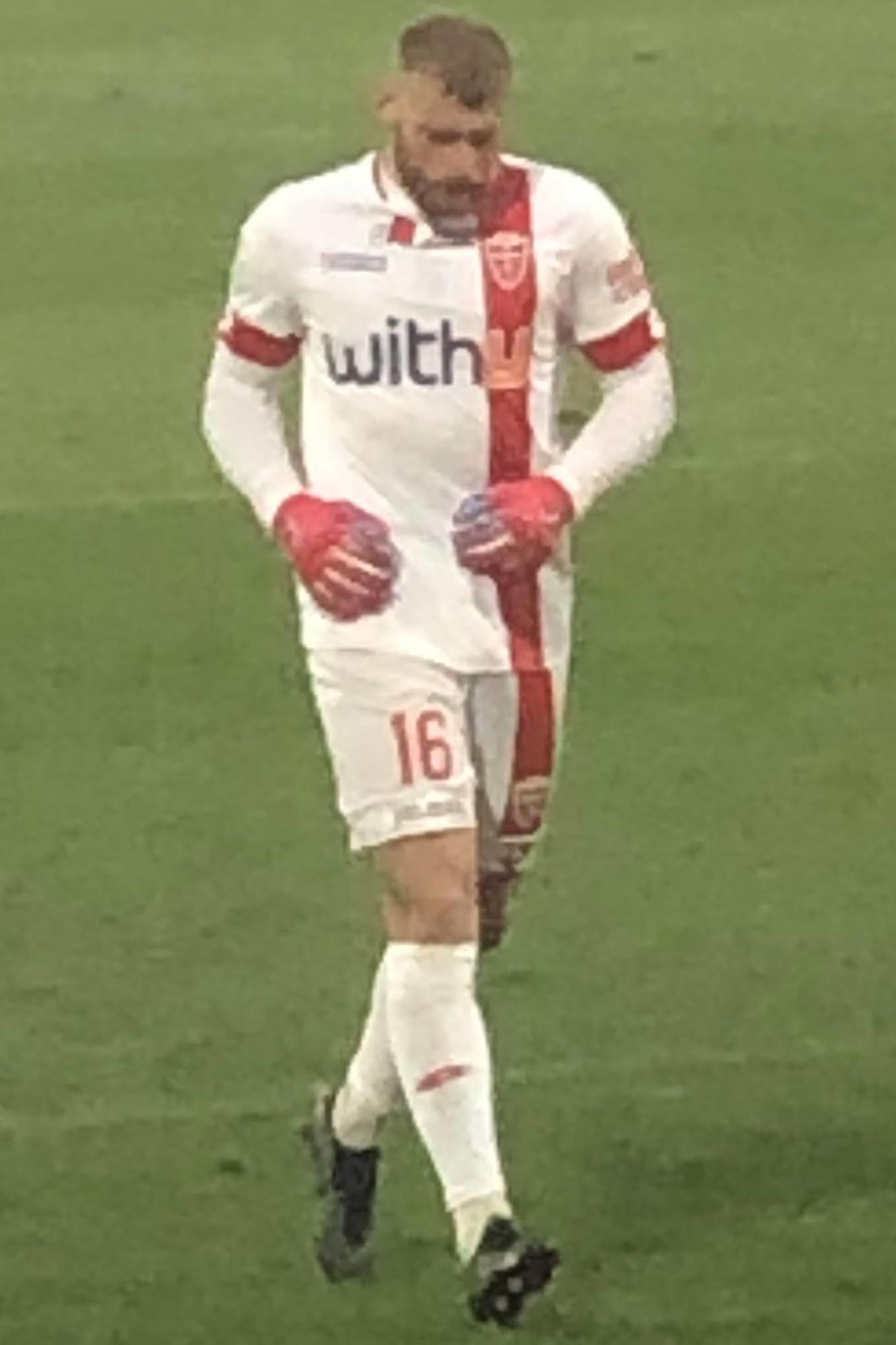
Michele Di Gregorio (* 1997)

- Di Grégorio, Rémy (* 1985), französischer Radrennfahrer
- Di Guglielmo, Giovanni (1886–1961), italienischer Hämatologe
- Di Guglielmo, Lucia (* 1997), italienische Fußballspielerin

### Di I
- Di Iorio, Salomé (* 1980), argentinischer Fußballschiedsrichterin

### Di L
- Di Lauro, Marco (* 1980), italienisches Mafiamitglied
- Di Lauro, Paolo (* 1953), italienischer Mobster; Anführer der Camorra
- Di Lazzaro, Dalila (* 1953), italienische Schauspielerin, Sängerin und Model
- Di Lazzaro, Eldo (1902–1968), italienischer Sänger und Komponist von Unterhaltungsmusik und Filmmusik
- Di Lazzaro, Elisa (* 1998), italienische Hürdenläuferin
- Di Lelio, Loretta (1918–2013), italienische Opernsängerin mit dem Stimmfach lyrischer Sopran, Gesangspädagogin und Belcanto-Expertin
- Di Lelio, Umberto (1890–1946), italienischer Opernsänger (Bass) und Gesangspädagoge
- Di Lellio, Anna, italienische Journalistin
- Di Leo, Fernando (1932–2003), italienischer Filmregisseur und Drehbuchautor
- Di Leo, Lia (1924–2006), italienische Schauspielerin
- Di Leo, Matthew (* 1995), kanadischer Automobilrennfahrer
- Di Leo, Paul (* 1965), US-amerikanischer Bassist
- Di Lernia, Leone (1938–2017), italienischer Komiker und Sänger
- Di Liberatore, Elenito (* 1973), italienischer Fußballschiedsrichterassistent
- Di Liello, Adrianna (* 2002), kanadische Schauspielerin und Tänzerin
- Di Liscia, Oscar Pablo (* 1955), argentinischer Komponist, Musikwissenschaftler und -pädagoge
- Di Livio, Angelo (* 1966), italienischer Fußballspieler und -trainer
- Di Livio, Lorenzo (* 1997), italienischer Fußballspieler
- Di Lollo, Lautaro (* 2004), argentinischer Fußballspieler
- Di Lorenzo, Francesca (* 1997), US-amerikanische Tennisspielerin
- Di Lorenzo, Giovanni (* 1993), italienischer FußballspielerGiovanni Di Lorenzo (* 1993)

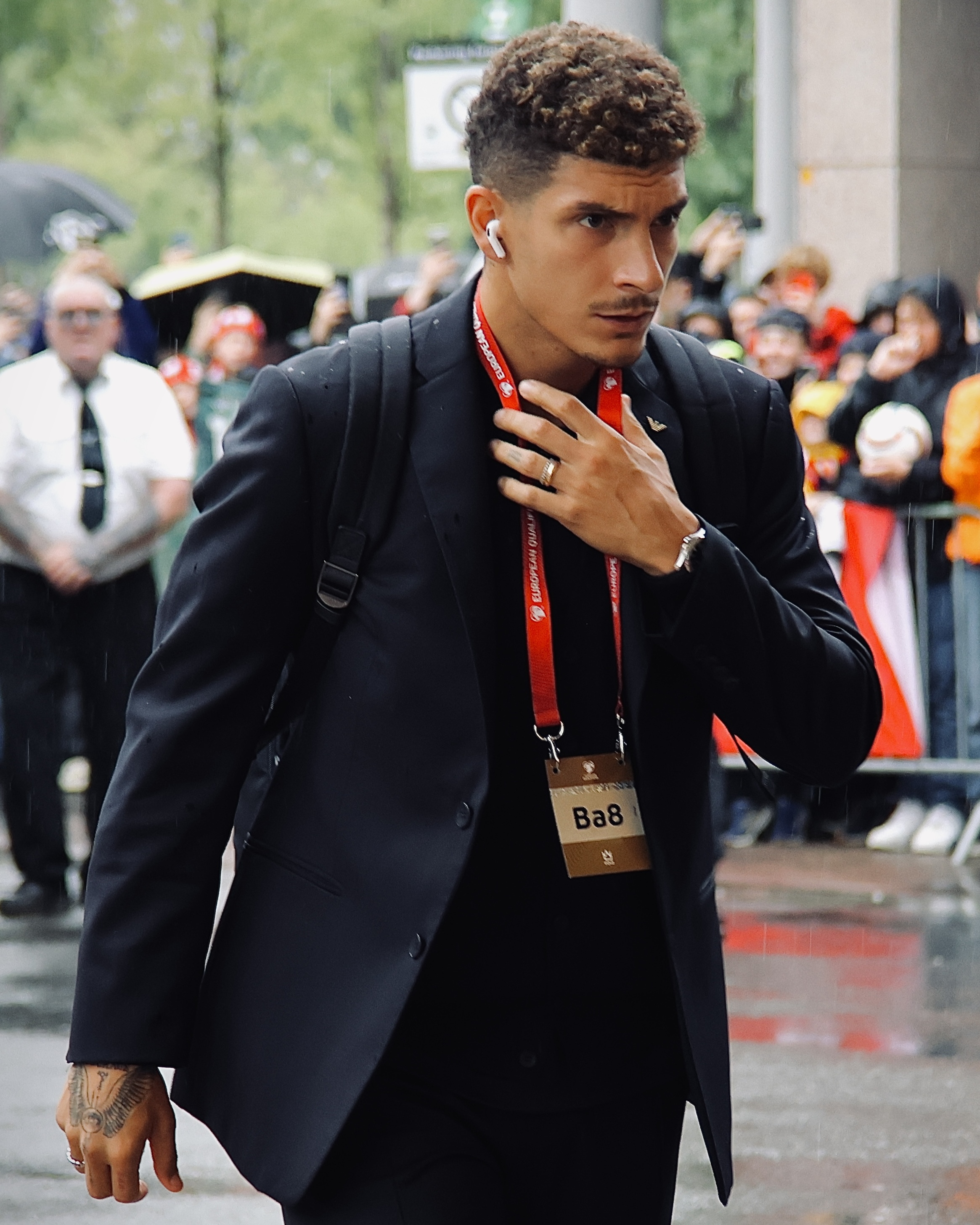
Giovanni Di Lorenzo (* 1993)

- Di Lorenzo, Tina (1872–1930), italienische Schauspielerin und Stummfilmdarstellerin
- Di Loreto, Eduardo (1929–2010), argentinischer Fußballspieler
- Di Loreto, Marco (* 1974), italienischer Fußballspieler
- Di Lorto, Laurent (1909–1989), französischer Fußballspieler
- Di Luca, Danilo (* 1976), italienischer Radrennfahrer

### Di M
- Di Maggio, Baldassare (* 1954), italienischer Mafioso
- Di Maio, Luigi (* 1986), italienischer Politiker
- Di Majo, Nina (* 1975), italienische Filmregisseurin und Drehbuchautorin
- Di Marco Messmer, Magali (* 1971), Schweizer Triathletin
- Di Marco, Nazzareno (* 1985), italienischer Diskuswerfer
- Di Mare, Giuseppe (* 1997), italienischer Ruderer
- Di María, Ángel (* 1988), argentinischer FußballspielerÁngel Di María (* 1988)

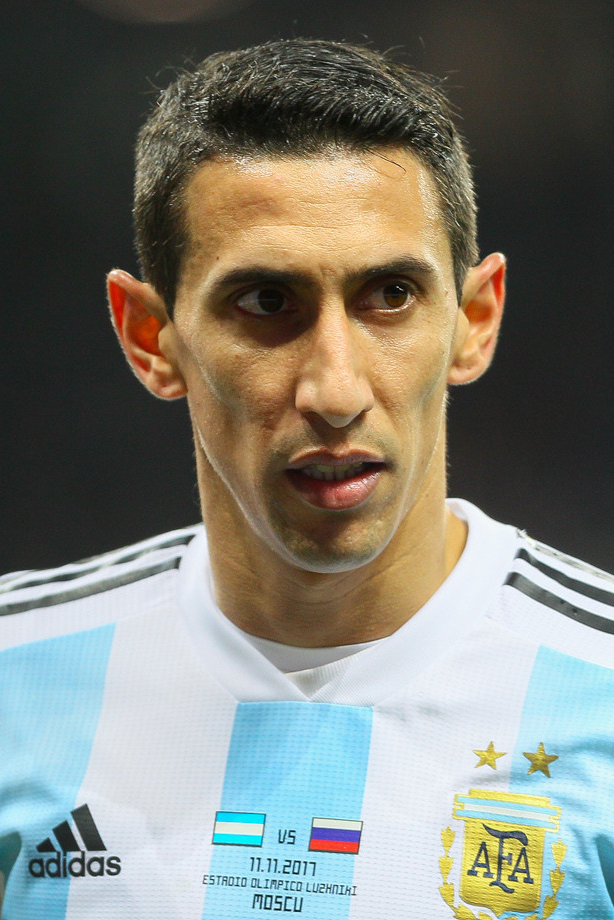
Ángel Di María (* 1988)

- Di Mario, Tania (* 1979), italienische Wasserballspielerin
- Di Martile, Alessandro (* 1979), italienischer Fußballspieler
- Di Martino, Antonietta (* 1978), italienische Hochspringerin
- Di Martino, Giuseppe (1921–1994), italienischer Theaterschaffender und Filmregisseur
- Di Martino, Jean-François (* 1967), französischer Degenfechter
- Di Martino, John (* 1959), US-amerikanischer Jazzmusiker (Piano)
- Di Martino, Sophia (* 1983), britische Schauspielerin
- Di Marzà, Grazia (1922–1993), italienische Schauspielerin
- Di Marzo, Gioacchino (1839–1916), italienischer Geistlicher, Bibliothekar und Kunsthistoriker
- Di Matteo, Giuseppe (1981–1996), italienisches Mafiaopfer
- Di Matteo, Luis (* 1934), uruguayischer Bandoneonspieler und Komponist
- Di Matteo, Roberto (* 1970), italienischer Fußballspieler und -trainerRoberto Di Matteo (* 1970)

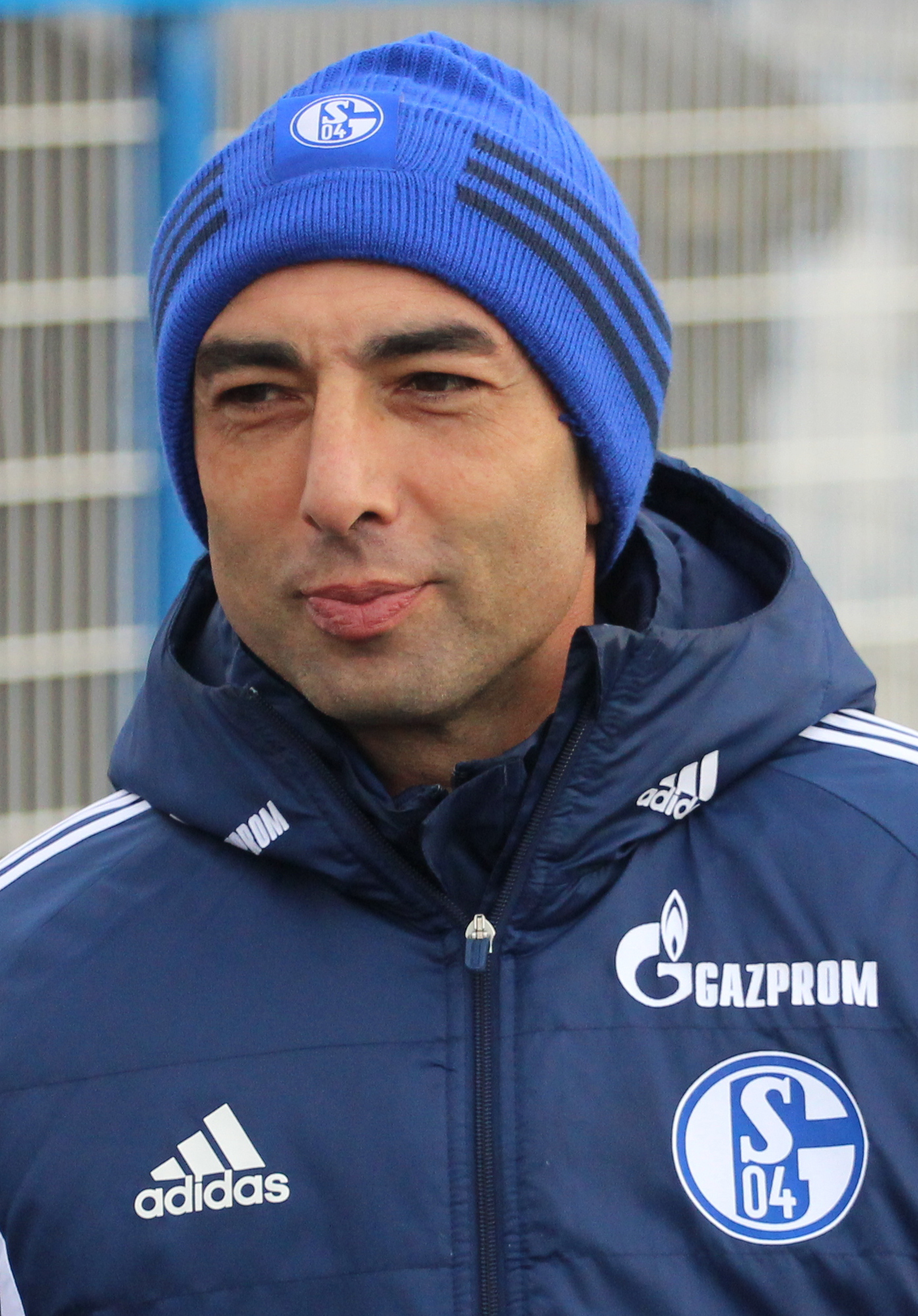
Roberto Di Matteo (* 1970)

- Di Mauro, Antonio (* 1965), deutscher Schauspieler
- Di Mauro, Vincenzo (* 1951), italienischer Priester, Alterzbischof ad personam von Vigevano
- Di Meco, Éric (* 1963), französischer Fußballspieler und Politiker
- Di Meco, Marco (* 1982), italienischer Komponist und Flötist
- Di Medio, Dalton (* 2000), australischer Leichtathlet
- Di Meo, Giulio (* 1982), italienischer Tennisspieler
- Di Michele Sánchez, Fabio (* 2003), deutsch-italienischer Fußballspieler
- Di Michele, David (* 1976), italienischer Fußballspieler
- Di Michele, Grazia (* 1955), italienische Cantautrice
- Di Michele, Mary (* 1949), feministische italo-kanadische Schriftstellerin, Herausgeberin und Dozentin
- Di Milia, Evangelista (1842–1901), italienischer Geistlicher, Bischof von Lecce
- di Molfetta, Felice (* 1940), italienischer Geistlicher, emeritierter Bischof von Cerignola-Ascoli Satriano
- Di Monte, Francesca (* 1983), italienische Fußballschiedsrichterassistentin
- Di Muro, Raffaele (* 1969), italienischer römisch-katholischer Ordensgeistlicher

### Di N
- Di Nallo, Fleury (* 1943), französischer Fußballspieler
- Di Napoli, Arturo (* 1974), italienischer Fußballspieler
- Di Napoli, Gennaro (* 1968), italienischer Mittel- und Langstreckenläufer
- Di Nardo, Mario (* 1929), italienischer Drehbuchautor
- Di Nardo, Olimpia (1948–2003), italienische Schauspielerin und Sängerin
- Di Natale, Antonio (* 1977), italienischer FußballspielerAntonio Di Natale (* 1977)

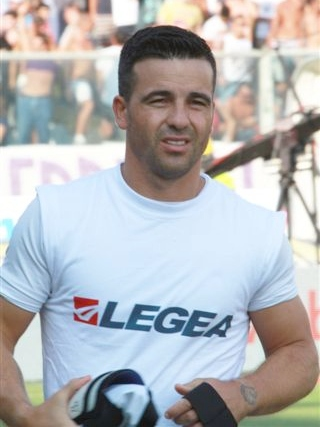
Antonio Di Natale (* 1977)

- Di Natale, Richard (* 1970), australischer Politiker
- Di Nenno, Martín (* 1997), argentinischer Padelspieler
- Di Noia, Augustine (* 1943), US-amerikanischer Geistlicher, Kurienerzbischof der römisch-katholischen Kirche
- Di Novi, Denise (* 1956), US-amerikanische Filmproduzentin und Regisseurin
- Di Nucci, Daniele (* 1981), italienischer Straßenradrennfahrer
- Di Nunzio, Lukas (* 1966), deutscher Songwriter und Produzent christlicher Lobpreismusik

### Di P
- Di Pace, Juan Pablo (* 1979), argentinischer Schauspieler
- Di Pace, Michele (* 1960), italienischer Sprinter
- Di Paco, Raffaele (1908–1996), italienischer Radrennfahrer
- Di Palma, Abbas Damiano (* 1980), italienischer schiitischer Geistlicher, erster italienischer Hodschatoleslam
- Di Palma, Carlo (1925–2004), italienischer Kameramann
- Di Palma, Dario (1932–2004), italienischer Kameramann
- Di Palma, Patricio (* 1971), argentinischer Auto-Rennfahrer
- Di Paola, Andrea (* 1970), italienischer Astronom
- Di Paola, Giampaolo (* 1944), italienischer Admiral, Vorsitzender des NATO-Militärausschusses, Verteidigungsminister
- Di Paolo, Aleandro (* 1977), italienischer Fußballschiedsrichter
- Di Pasqua, Michael (1953–2016), US-amerikanischer Jazzmusiker
- Di Pasquale, Arnaud (* 1979), französischer Tennisspieler
- Di Pasquale, James (* 1941), US-amerikanischer Komponist
- Di Pasquale, Salvatore (1931–2004), italienischer Bauingenieur
- Di Paulo, Marcos Aurelio (1920–1996), argentinischer Fußballspieler
- Di Pego, Gerald (* 1941), US-amerikanischer Drehbuchautor und Romanautor
- Di Piazza, Marco (* 1961), italienischer Künstler
- Di Pierro, Gaetano (* 1948), italienischer Ordensgeistlicher, emeritierter römisch-katholischer Bischof von Farafangana
- Di Pietrantonio, Donatella (* 1962), italienische SchriftstellerinDonatella Di Pietrantonio (* 1962)

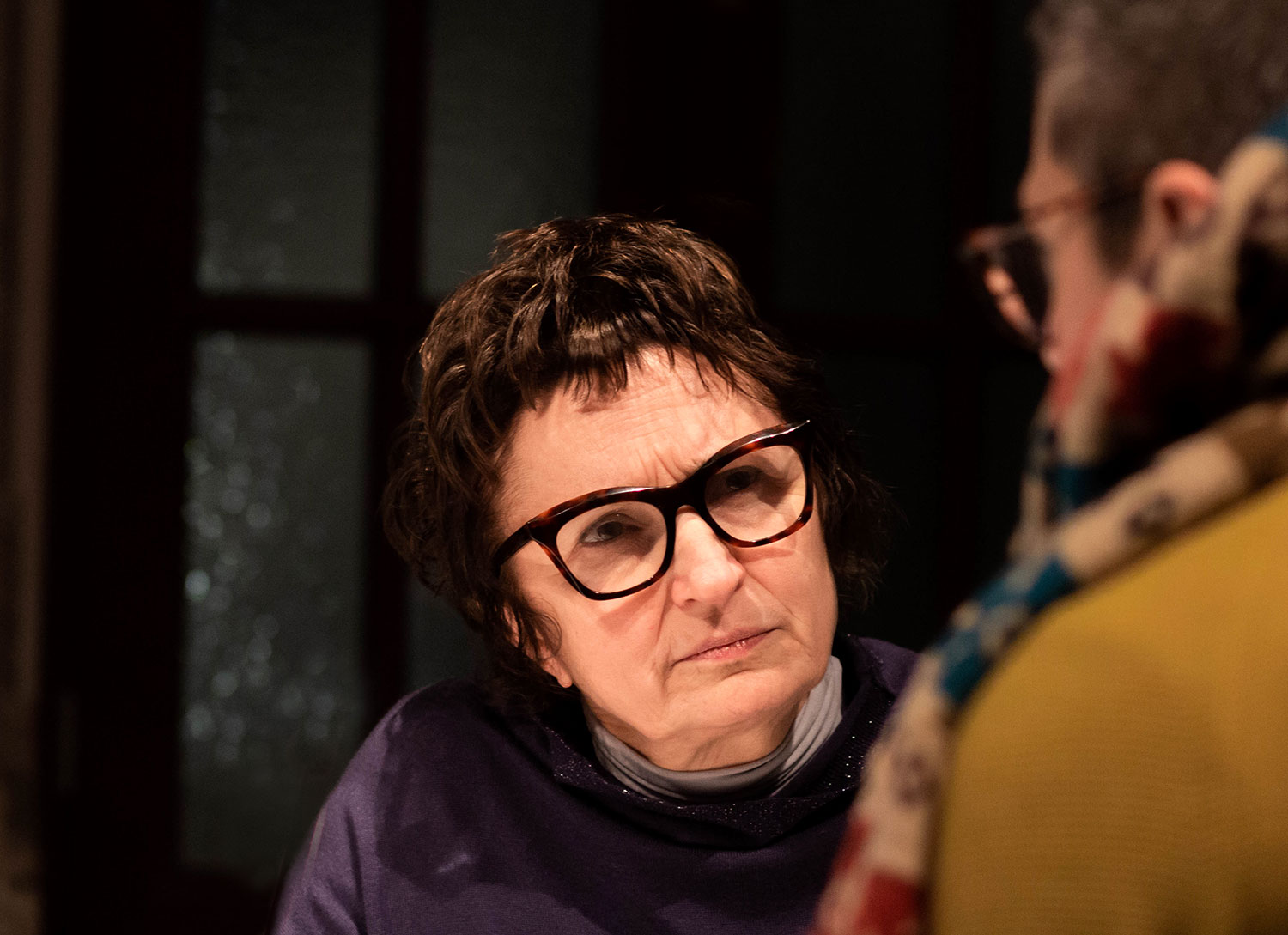
Donatella Di Pietrantonio (* 1962)

- Di Pietro, Angelo (1828–1914), italienischer Kardinal und Präfekt der Kongregation für den Klerus
- Di Pietro, Antonio (* 1950), italienischer Richter im Team Mani Pulite und Politiker, MdEP
- Di Pietro, Camillo (1806–1884), Kardinal der römisch-katholischen Kirche
- Di Pietro, Cesare (* 1964), italienischer Geistlicher, römisch-katholischer Weihbischof in Messina-Lipari-Santa Lucia del Mela
- Di Pietro, Michele (1747–1821), italienischer Geistlicher, Kurienkardinal
- Di Pietro, Silvia (* 1993), italienische Schwimmerin
- Di Pinto, Mario (1925–2005), italienischer Romanist, Hispanist und Dichter
- Di Pippo, Simonetta (* 1959), italienische Astrophysikerin
- Di Prisco, Rom (* 1972), kanadischer Komponist, Remixer sowie Produzent
- Di Puppo, Michele (* 1945), italienischer Politiker

### Di Q
- di Quadro, Giovanni Battista (* 1510), schweizstämmiger polnischer Architekt der Renaissance

### Di R
- Di Renzo, Patrizio (* 1971), Schweizer Fotograf und Regisseur
- Di Rienzo, Franca (* 1938), französische Sängerin
- Di Robilant, Alessandro (* 1953), italienischer Filmregisseur und Drehbuchautor
- Di Robilant, Andrea (1899–1977), italienischer Drehbuchautor und Filmproduzent
- Di Robilant, Andrea (* 1957), italienischer Journalist, Historiker und Autor
- Di Rocco, Michele (* 1982), italienischer Boxer
- Di Rosa, Hervé (* 1959), französischer Künstler
- Di Rosa, Manlio (1914–1989), italienischer Florettfechter und Olympiasieger
- Di Rosa, Maria Crocifissa (1803–1855), italienische Ordensgründerin
- Di Ruberto, Michele (1934–2025), italienischer Kurienerzbischof
- Di Rupo, Elio (* 1951), belgischer Politiker (PS), MdEP und Staatsminister

### Di S
- Di Sabatino, Pasquale (* 1988), italienischer Rennfahrer
- Di Salvo, Antonio (* 1979), deutsch-italienischer FußballspielerAntonio Di Salvo (* 1979)

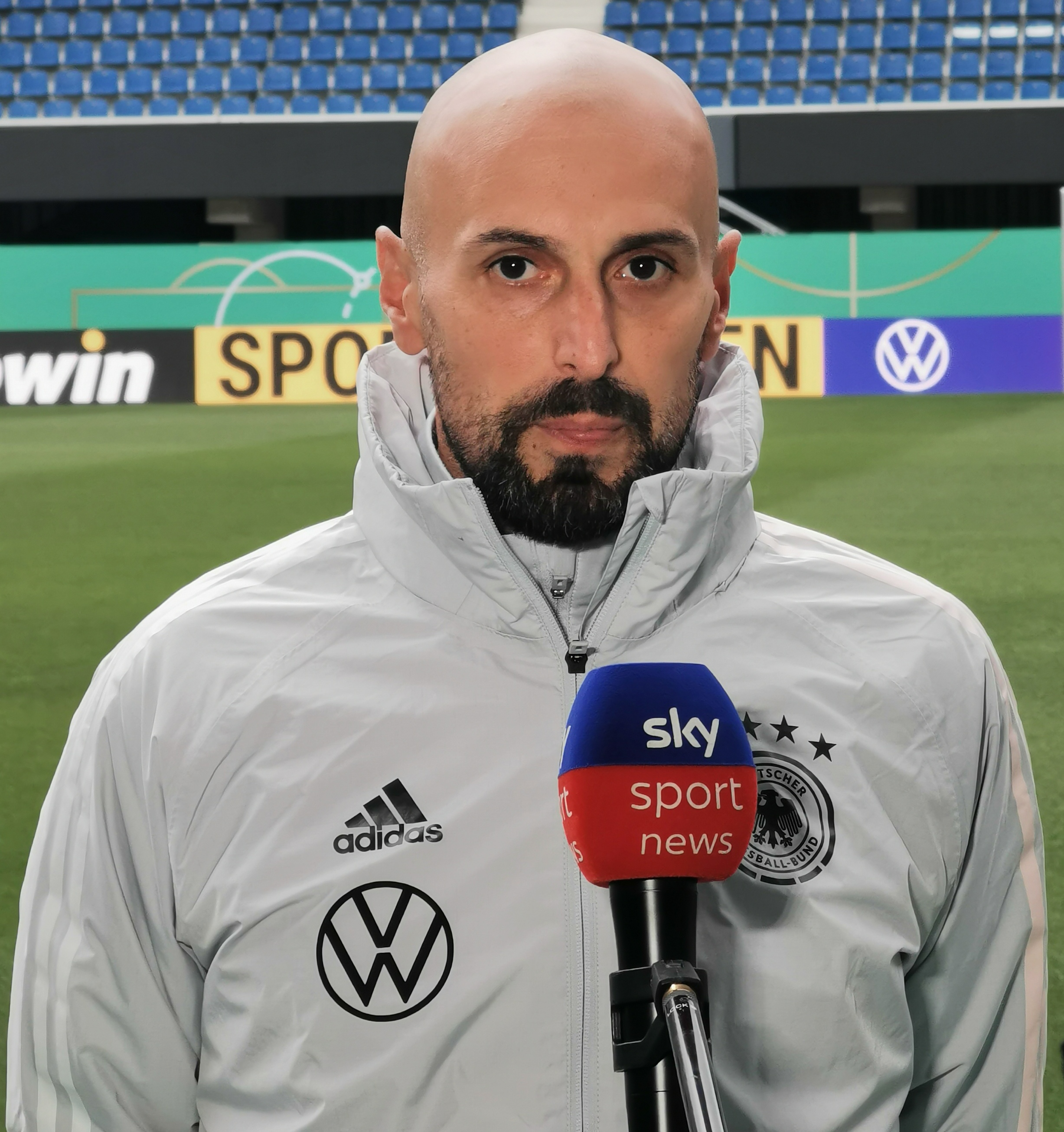
Antonio Di Salvo (* 1979)

- Di Salvo, Laura (* 1973), deutsche Journalistin und Fernsehmoderatorin
- Di San Martino, Giovanni Revedin (* 1904), italienischer Diplomat
- di Santa Maria Magdalena, Gabriele (1893–1953), belgischer Karmelit
- Di Santo, Franco (* 1989), argentinischer FußballspielerFranco Di Santo (* 1989)

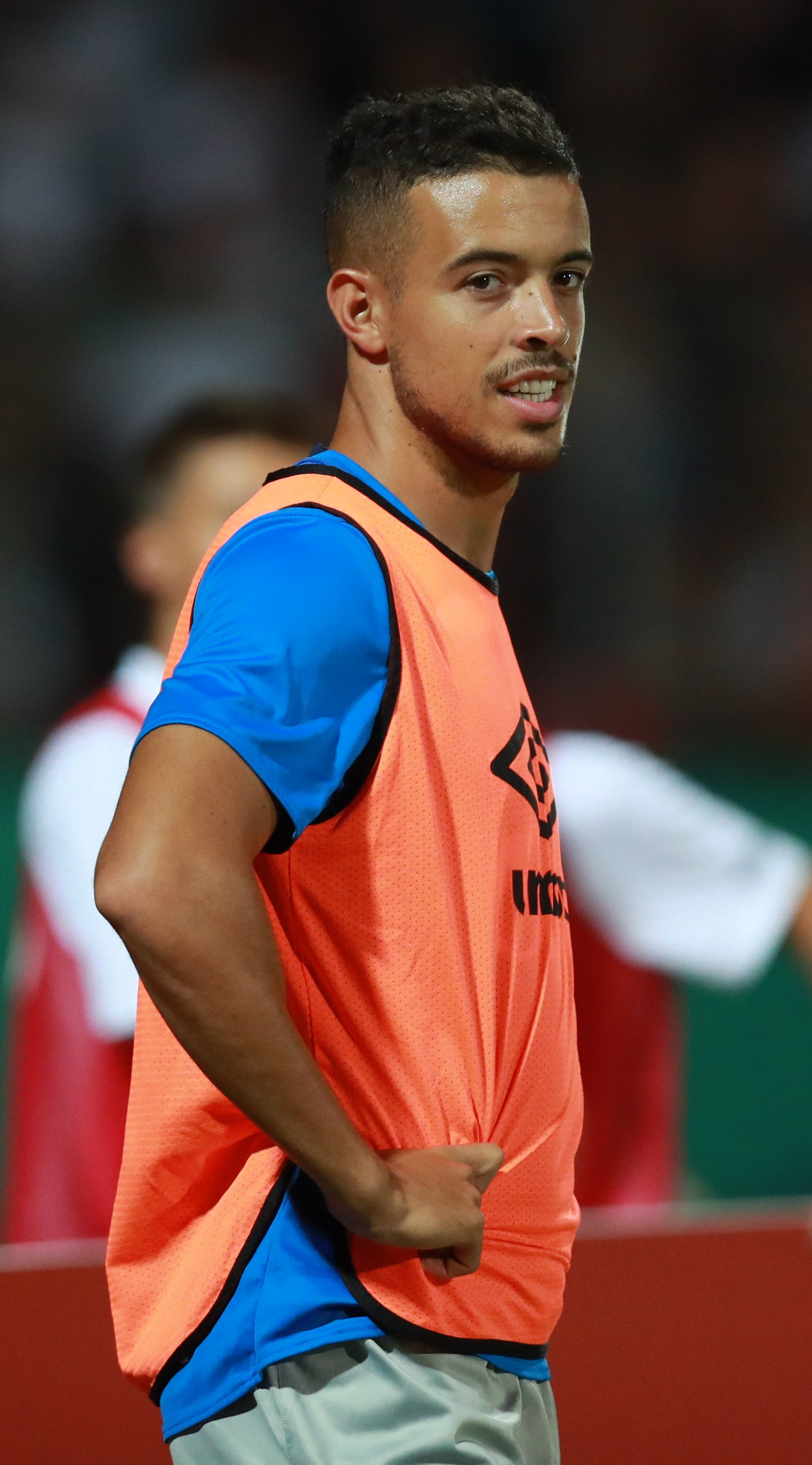
Franco Di Santo (* 1989)

- Di Sapia, Marco (* 1977), italienischer Schauspieler und Opernsänger (Bariton)
- Di Sarli, Carlos (1903–1960), argentinischer Tango-Musiker und -Komponist
- Di Sarra, Federica (* 1990), italienische Tennisspielerin
- Di Sarro, Al (1951–2011), US-amerikanischer Spezialeffektkünstler
- Di Savino, Alessio (* 1984), italienischer Boxer und Teilnehmer der Olympischen Sommerspiele 2008 im Federgewicht
- Di Segni, Giacomo (1919–1986), italienischer Boxer und Filmdarsteller
- Di Segni, Riccardo (* 1949), italienischer Arzt und Oberrabbiner von Rom
- di Silvestri, Angelica (* 1965), US-amerikanischer Manager und dominicanischer Skilangläufer
- di Silvestri, Gary (* 1967), US-amerikanischer Manager und dominicanischer Skilangläufer
- Di Silvestro, Rino (1932–2009), italienischer Filmregisseur und Drehbuchautor
- Di Simone, Michele (1929–2017), italienischer römisch-katholischer Ordensgeistlicher, Apostolischer Präfekt von Sekadau
- Di Sora, Mario, italienischer Amateurastronom und Asteroidenentdecker
- Di Stasio, Alberto (* 1950), italienischer Schauspieler
- di Stasio, Justina (* 1992), kanadische Ringerin
- Di Stéfano, Alfredo (1926–2014), argentinisch-spanischer Fußballspieler und -trainerAlfredo Di Stéfano (1926–2014)

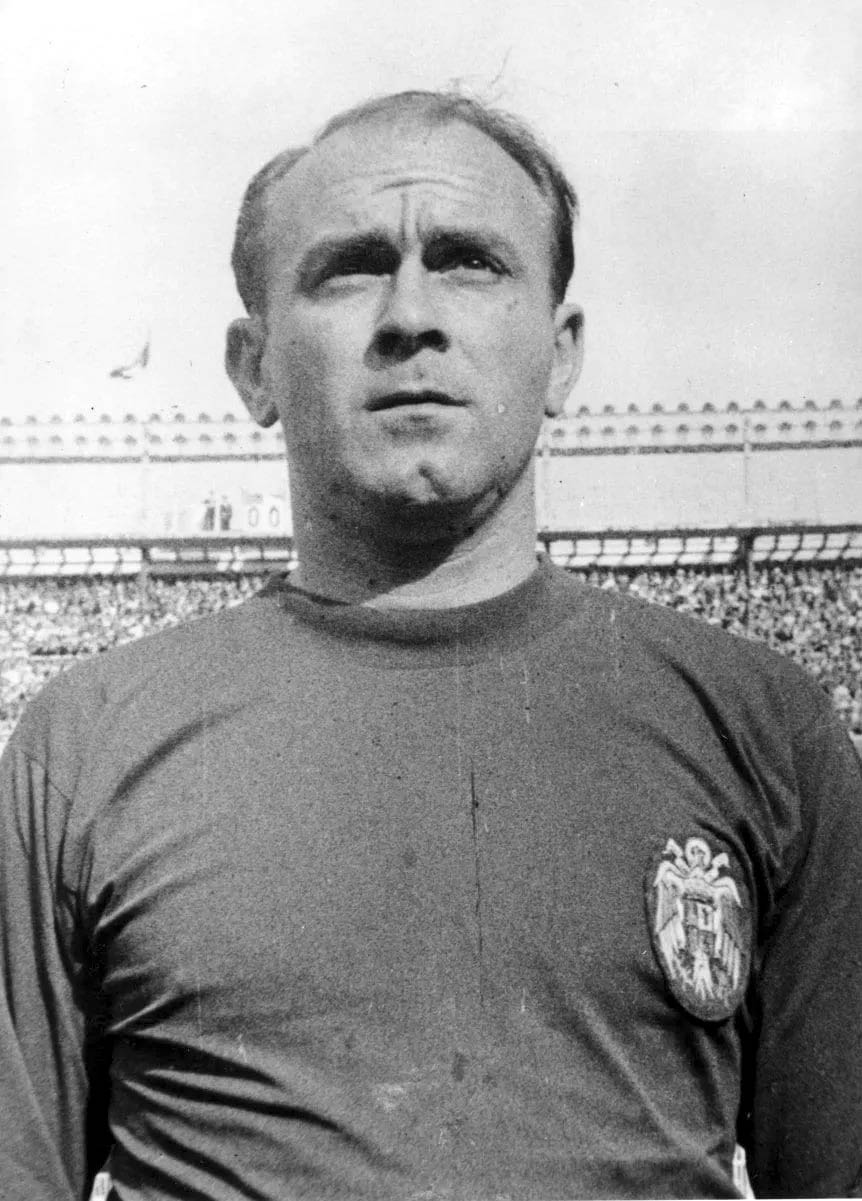
Alfredo Di Stéfano (1926–2014)

- Di Stefano, Francesco (* 1953), italienischer Unternehmer im Bereich des Fernsehens
- Di Stefano, Giovanni (* 1955), italienischer Hochstapler
- Di Stefano, Giuseppe (1921–2008), italienischer Opernsänger (Tenor)
- Di Stéfano, Ítalo Severino (1923–2002), argentinischer Geistlicher
- Di Stefano, Joel (* 1991), australischer Balletttänzer
- Di Suvero, Mark (* 1933), US-amerikanischer Bildhauer

### Di T
- Di Tano, Vito (1954–2025), italienischer Radrennfahrer, Weltmeister im Radsport
- Di Teana, Marino (1920–2012), italienisch-argentinischer Bildhauer
- Di Tella, Torcuato Alfredo Sozio (1918–1976), argentinischer Manager und Diplomat
- Di Tillo, Marco (* 1951), italienischer Autor, Schriftsteller und Filmregisseur
- Di Tolve, Michele (* 1963), italienischer römisch-katholischer Geistlicher und Weihbischof in Rom
- Di Toma, Laura (* 1954), italienische Judoka
- Di Tonno, Giò (* 1973), italienischer Popsänger und Musicaldarsteller
- Di Tora, Guerino (* 1946), italienischer römisch-katholischer Geistlicher und Weihbischof in Rom
- Di Toro, Daniela (* 1974), australische Rollstuhltennisspielerin
- Di Torrepadula, Michela Rocco (* 1970), italienische Schauspielerin, Moderatorin und Model
- Di Tria, Melanie (* 1971), deutsch-italienische DJ, Musikerin und Agenturinhaberin

### Di V
- Di Vaio, Marco (* 1976), italienischer FußballspielerMarco Di Vaio (* 1976)

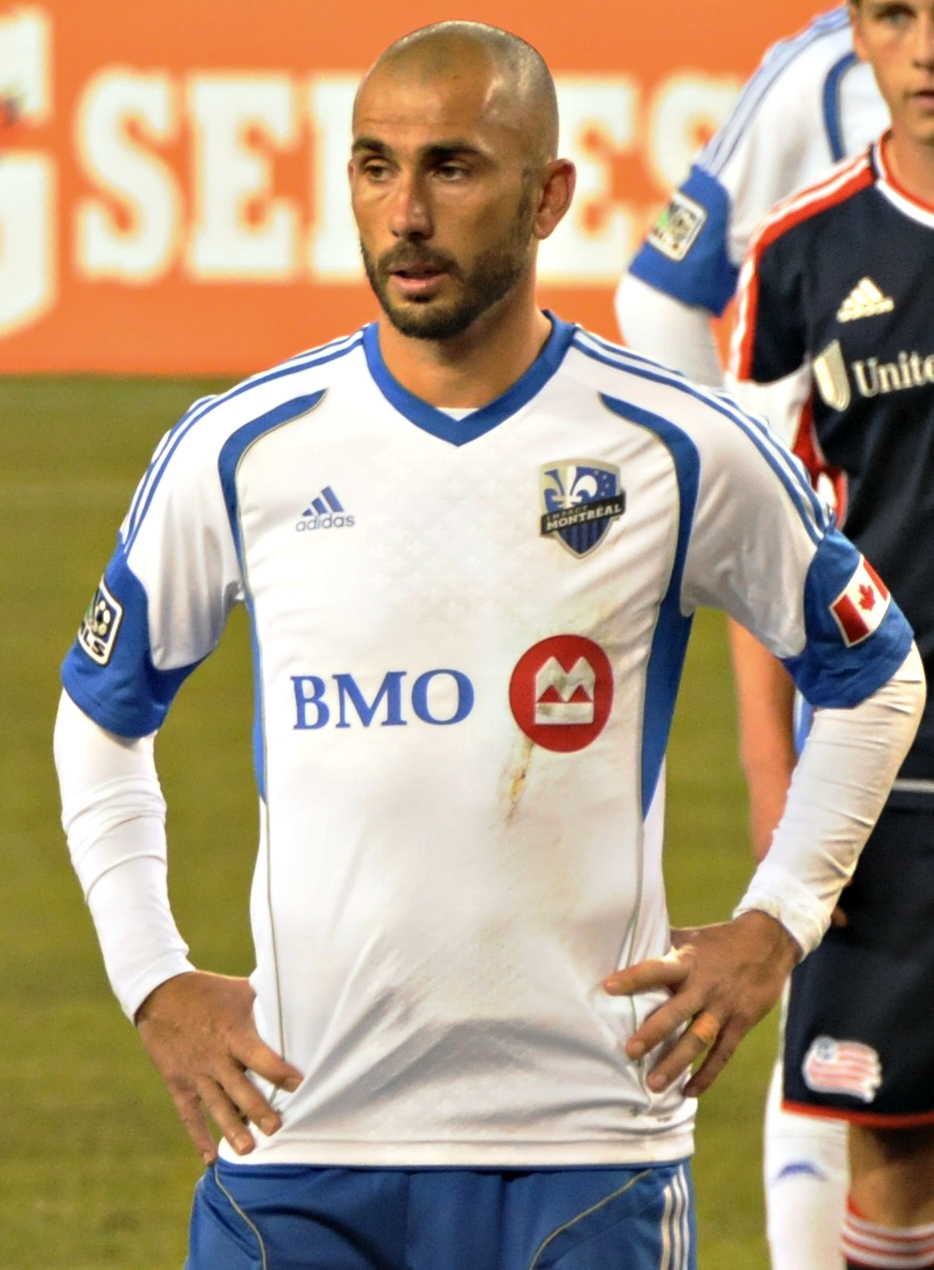
Marco Di Vaio (* 1976)

- Di Venanzo, Gianni (1920–1966), italienischer Kameramann
- Di Veroli, Manlio (1888–1960), italienischer Pianist, Gesangslehrer und Komponist
- Di Virgilio, Michela (* 1975), italienische Molekularbiologin und Krebsforscherin
- Di Vita, Giorgio (* 1955), italienischer Comiczeichner und -autor
- Di Vittorio, Giuseppe (1892–1957), italienischer Politiker (KPI), Mitglied der Camera dei deputati und Gewerkschafter

### Di X
- Di Xin († 1122 v. Chr.), chinesischer König der Shang-Dynastie

### Di Y
- Di Yi († 1155 v. Chr.), König von China

### Di Z
- Di Zenzo, Emanuele (* 1979), Schweizer Fußballspieler
- Di Zio, Sergio (* 1972), kanadischer Schauspieler

### Di,
- Di, Renjie (630–700), chinesischer Politiker der Tang-Dynastie
- Di, Zhuang (* 1981), chinesischer Dartspieler
- Di, Zijian (* 2001), chinesischer Badmintonspieler

### Di-A
- Di-Aping, Lumumba, sudanesischer Diplomat